# Frailea schilinzkyana
Frailea schilinzkyana ist eine Pflanzenart in der Gattung Frailea aus der Familie der Kakteengewächse (Cactaceae). Das Artepitheton schilinzkyana ehrt den russischen Naturforscher und Geheimrat Guido von Schilinzky (1823–1898).

## Beschreibung
Frailea schilinzkyana wächst meist sprossend mit breit kugelförmigen hellgrünen Körpern und bildet flache Gruppen. Die Körper erreichen Durchmesser von 4 Zentimetern. Die 10 bis 18 Rippen sind in deutliche, sechskantige bis gerundete Höcker gegliedert. Die Dornen können nur schwierig in Mittel- und Randdornen unterschieden werden. Der meist einzelne Mitteldorn ist schwarz, abstehend und bis zu 4 Millimeter lang. Die 10 bis 14 schwärzlichen und dünnen Randdornen liegen an der Oberfläche der Körper an und sind häufig kammförmig angeordnet. Sie sind 2 bis 3 Millimeter lang.
Die schwefelgelben Blüten sind trichterförmig. Sie sind bis zu 3,5 Zentimeter lang und erreichen Durchmesser von 2 bis 4,5 Zentimetern. Die gelblich bis bräunlichen Früchte weisen Durchmesser von bis zu 6 Millimetern auf.

## Verbreitung, Systematik und Gefährdung
Frailea schilinzkyana ist in Paraguay und im Nordosten von Argentinien in den Provinzen Misiones, Corrientes und Entre Ríos verbreitet. 
Die Erstbeschreibung als Echinocactus schilinzkyanus wurde 1897 veröffentlicht. Nathaniel Lord Britton und Joseph Nelson Rose stellten die Art 1922 in die Gattung Frailea. Weitere nomenklatorische Synonyme sind Cactus schilinzkyanus (F.Haage ex K.Schum.) Kuntze (1903) und Astrophytum schilinzkyanum (F.Haage ex K.Schum.) Halda & Malina (2005).
Es werden folgende Unterarten unterschieden:
- Frailea schilinzkyana subsp. schilinzkyana
- Frailea schilinzkyana subsp. concepcionensis (Buining & G.Moser) P.J.Braun & Esteves

In der Roten Liste gefährdeter Arten der IUCN wird die Art als „Vulnerable (VU)“, d. h. als gefährdet geführt.

## Nachweise